# Trận Mikatagahara
Trận Mikatagahara (三方ヶ原の戦い (Tam Phương Nguyên chiến) Mikatagahara no tatakai) diễn ra vào ngày 25 tháng 1 năm 1573 tại tỉnh Totomi, Nhật Bản. Đây là một trong những trận đáng nổi tiếng trong cuộc đời binh nghiệp của Takeda Shingen, và là một thành công trong chiến thuật lấy kị binh làm căn bản của vị lãnh chúa này. Nó cũng là một thất bại tồi tệ nhất của Tokugawa Ieyasu, và cũng là một tai họa mà ông có cơ hội tránh khỏi.
Theo lịch Nhật Bản, trận đánh diễn ra vào ngày 22 tháng 12 năm Genki thứ 3.

## Hoàn cảnh
Tháng 10 năm 1572, sau khi cùng các đồng minh đụng độ với những kẻ thù từ phía đông (gia tộc Hojo của Odawara và Satomi của Awa). và chờ cho bão tuyết làm tắc nghẽn những con đường núi phía bắc nhằm ngăn ngừa sự tấn công từ phía sau của Uesugi Kenshin từ vùng Echigo. Takeda Shingen đã dẫn 20.000 quân từ phía nam bắt đầu từ thủ phủ Kofu tiến vào tỉnh Totomi, trong khi một vị tướng của ông là Akiyama Nobutomo dẫn cánh quân thứ hai gồm 5,000 người tiến vào tỉnh Mikawa. tại đây, Shingen đã vấp phải sự chống trả của Tokugawa Ieyasu đang đóng quân tại thành Hamamatsu với 8.000 quân, cùng với 3.000 quân tiếp viện từ Oda Nobunaga. Tuy nhiên, quyết định ban đầu của Takeda là tránh lâm trận với Ieyasu và cũng không bao vây thành Hamamatsu; đúng hơn, ông ta muốn tránh đụng độ, nếu có thể, nhằm bảo vệ quân số của ông cho tới khi có thể tấn công và tiêu diệt quân của Nobunaga rồi tiến quân về Kyoto.

## Cuộc tấn công đầu tiên
Với sự hỗ trợ của Sakuma Nobumori, Hiraide Norihide và Takigawa Kazumasu, những tướng lĩnh của Nobunaga, cùng những gia thần của mình là Torii Motohiro, Ogasawara Nagayoshi, Matsudaira Ietada, Honda Tadakatsu và Ishikawa Kazumasa, Ieyasu không có phép quân của Takeda đi qua lãnh thổ của ông mà không hề có bất kì một trở ngại nào. Do đó, ông đã kéo quân tới vùng cao nguyên Mikatagahara, phía bắc thành Hamamatsu. Theo Koyo Gunkan, một ghi chép đương thời về gia tộc Takeda, Shingen có quân số vượt trội hơn Ieyasu với tỉ lệ là ba chọi một và được tổ chức theo đội hình gyorin (魚鱗; vẩy cá) nhằm nhử Ieyasu tấn công trước. Trong khi quân của Ieyasu được trang bị hỏa khí và sắp xếp theo đội hình tuyến (鶴翼: cánh hạc) nhằm tăng cường sự hiểu quả của súng hỏa mai.
Vào buổi chiều, tuyết bắt đầu rơi, quân của Ieyasu khai hỏa tiến bước cùng với khinh binh trang bị nhẹ. Hỏa khí, lúc này đã được sử dụng trong những cuộc chiến ở Nhật Bản, là nhân tố vượt trội khiến Ieyasu mong muốn nó có thể đánh bại đội hình nhà Takeda. Tuy nhiên, Shingen đã ra lệnh đội kị binh của mình tấn công; kị binh chạy nước rút tràn qua tuyến bộ binh trang bị súng của Ieyasu. Cánh trái quân Ieyasu dù chịu nhiều tổn thất nhưng vẫn đứng vững. Dù vậy, quân đồng minh Nobunaga thật sự đã bị tiêu diệt với cái chết của Hiraide cùng với việc Takigawa và Sakuma đều bị loại khỏi vòng chiến.

## Cuộc tấn công thứ hai
Shingen cho quân tiên phong rút lui để nghỉ ngơi đồng thời chuẩn bị cho một cuộc tấn công mới được chỉ huy bởi Takeda Katsuyori và Obata Masamori. Họ nhanh chóng lâm trận cùng đội quân chủ lực và buộc quân nhà Tokugawa rút lui trong hoảng loạn. Ieyasu đã trao cho Okubo Tadayo cây thiết phiến vàng (uma-jirushi) để hiệu triệu cho quân đội tập kết về Saigadake, một cao điểm đang có nguy cơ thất thủ. Ieyasu cũng cố gắng tái tổ chức tấn công một lần nữa nhằm đưa những người bị mắc kẹt ra ngoài. Việc này đã được Natsume Yoshinobu thực hiện thành công với kết quả là tính mạng của Ieyasu được bảo toàn. Tuy vậy, Yoshinobu đã bị quân Takeda giết chết khi ông cố gắng tấn công một lần nữa.

## Rút lui
Khi Tokugawa quay về thành Hamamatsu ông ta chỉ còn lại năm người. Thành phố gần như rơi vào hỗn lọan khi tin thất trận từ Mikatagahara được truyền tới. Tuy nhiên, Ieyasu đã cho mở toàn bộ cổng thành và cho đốt tất cả những lò than trong thành để dẫn lối cho đám tàn quân rút về. Không những thế, Sakai Tadatsugu cho đánh một chiếc trống trận thật lớn để cổ vũ cho tính thần toàn quân lúc này. Đây được xem như không thành kế. Khi quân tiên phong của Takeda, dẫn đầu bởi Baba Nobuharu và Yamagata Masakage nghe thấy tiếng trống cùng cổng thành mở toang, họ nghĩ rằng quân của Tokugawa bố trí mai phục trong thành nên họ chỉ dừng lại cắm trại để theo dõi tình hình.
Ngay trong đêm, một nhóm ninja của nhà Tokugawa cầm đầu bởi Hattori Hanzo tấn công doanh trại nhà Takeda khiến họ trở nên hỗn loạn. Do không nắm rõ tình hình quân Tokugawa, cùng việc lo lắng quân cứu viện của Nobunaga kéo tới hoặc khả năng bị Uesugi Kenshin tấn công từ đằng sau, Shingen quyết định rút lui và lên kế hoạch tấn công vào năm sau. Tuy nhiên, với Shingen Takeda, sẽ không có một cuộc tấn công về Hamamatsu nữa bởi vì ông đã bị một vết thương chí mạng trong cuộc vây hãm thành Noda sau này.